# Élections américaines de la Chambre des représentants de 2004
Les élections législatives américaines de 2004, qui ont élu les 435 membres de la Chambre des représentants du 109e congrès des États-Unis, se sont déroulées le 2 novembre 2004.
Elles coïncident avec la réélection de George W. Bush lors de l'élection présidentielle de 2004. Le même jour se déroulent également d'autres élections nationales et locales, notamment les élections sénatoriales de 2004 et les élections des gouverneurs de 2004.

## Cadre institutionnel et mode de scrutin
Un nombre de sièges est attribué à chaque État en fonction de sa population, telle qu’elle est établie par le recensement décennal. Un État doit cependant avoir au moins un représentant. Le nombre total de sièges est de 435, et ce depuis 1963. À ces 435 membres ayant le droit de vote, il faut ajouter cinq membres sans droit de vote représentant le district de Colombia, les Samoa américaines, Guam, les Îles Mariannes du Nord et les Îles Vierges des États-Unis. Enfin, Porto Rico élit un ‘’Resident Commissionner’’, ne possédant pas non plus le droit de vote.
Les États sont divisés en autant de circonscriptions qu’ils ont de sièges, chaque circonscription élisant donc un représentant. Les États révisent généralement leur découpage électoral après chaque recensement décennal, puisque ce découpage doit refléter approximativement la répartition de la population.
Pour être éligible au poste de représentant, un individu doit avoir au moins 25 ans, être citoyen américain depuis au moins 7 ans et être un habitant de l’État (mais pas forcément de la circonscription) qu’il souhaite représenter.
Les élections législatives se déroulent tous les deux ans, les années paires, en novembre. Depuis 1967, le scrutin proportionnel est interdit et le mode de scrutin le plus utilisé est le scrutin uninominal à un tour. Seuls les États de Louisiane et de Washington utilisent des systèmes proches d’un scrutin uninominal à deux tours. Les sièges qui deviennent vacants durant une législature sont renouvelés grâce à des élections partielles, sauf si la vacance intervient à une date trop proche des prochaines élections.
Le mandat des représentants est de 2 ans, de même que celui des membres sans droit de vote. Seul le ‘’Resident Commissioner’’ de Porto Rico est élu pour un mandat de 4 ans.

## Composition de la Chambre sortante
Lors de la précédente législature, la Chambre des Représentants était composé de 227 Républicains et 205 Démocrates, auxquels il faut ajouter deux sièges vacants républicains et un représentant indépendant.

## Résultats

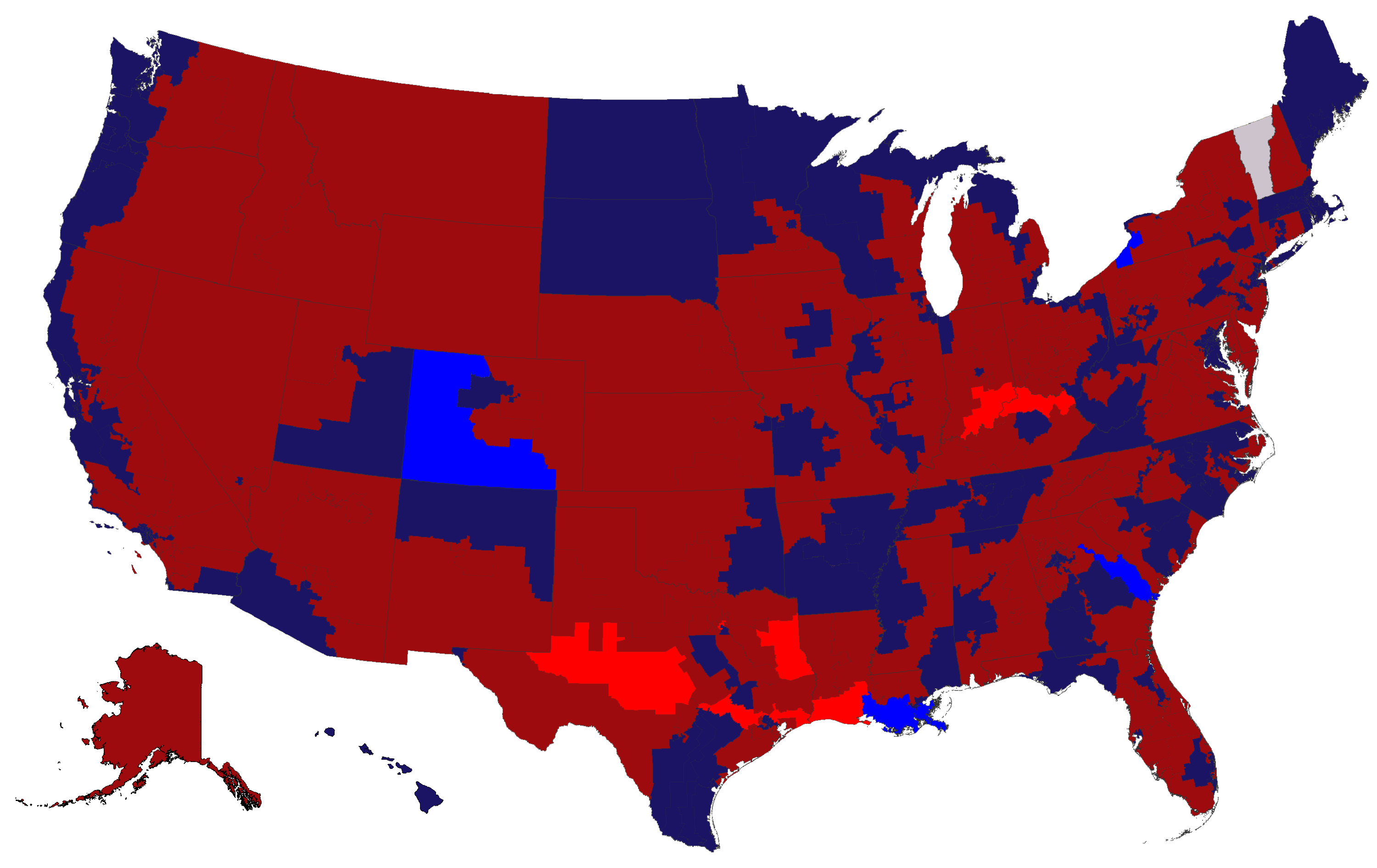
Carte des résultats
Conservé par les Républicains.
Gagné par les Républicains.
Conservé par les Démocrates.
Gagné par les Démocrates.

Après l'élection, la Chambre est composé de 232 Républicains, 201 Démocrates, un Indépendant (qui se regroupe avec les Démocrates) et un siège vacant (le représentant démocrate Bob Matsui est réélu, mais meurt le 1er janvier 2005, soit trois jours avant le début de la nouvelle législature). Les Républicains consolident donc leur majorité dans cette assemblée, perdant cinq sièges mais en gagnant huit.
| Parti  | Parti             | Votes       | %        | Sièges | +/– |
| ------ | ----------------- | ----------- | -------- | ------ | --- |
|        | Parti républicain | 55 713 412  | 49,2 %   | 232    | +3  |
|        | Parti démocrate   | 52 745 121  | 46,6 %   | 202    | –2  |
|        | Parti libertarien | 1 040 465   | 0,9 %    | -      | -   |
|        | Indépendants      | 674 202     | 0,6 %    | 1      | 0   |
|        | Autres            | 3 005 105   | 2,6 %    | 0      | 0   |
| Totaux | Totaux            | 113 192 286 | 100,00 % | 435    | —   |